# Hemitriakis
Hemitriakis — рід акул родини Куницеві акули. Має 6 видів. Інша назва «серпоплавцева куницева акула».

## Опис
Загальна довжина представників цього роду коливається від 75 до 120 см. Голова велика, витягнута. Морда помірного розміру. Очі великі, овальні, з мигальною перетинкою. За ними розташовані невеличкі бризкальця. Під очима є щічні горбики. Носові клапани чітко виражені. Рот невеликий, зігнутий. Зуби дрібні, з притупленими верхівками, розташовані щільними рядками. У них 5 пар зябрових щілин. Тулуб стрункий. Частина видів розрізняються між собою дещо за кількістю хребців осьового хребта. Усі плавці серпоподібні (у кожного з видів більш чи менш). Грудні плавці розвинені. Має 2 спинних плавця, з яких передній значно більше за задній. Черевні плавці маленькі. Анальний плавець поступається розміром задньому спинному плавцю. Хвостовий плавець гетероцеркальний.
Забарвлення сіре з різними відтінками. Черево світліше за спину. Кінчики плавців білуваті. Різняться за забарвленням молодих особин, які навіть мають різного роду плями та лінії.

## Спосіб життя
Тримаються на глибинах від 45 до 400 м, континентальному шельфі, острівних схилах. Здатні утворювати невеличкі групи. Низка видів є пелагічними. Полюють біля дна. Живляться ракоподібними, молюсками, дрібною костистою рибою.
Це яйцеживородні акули. Самиця народжує від 6 до 22 акуленят завдовжки від 20 до 30 см.
Деякі види є об'єктом промислового вилову.
Загрози для людини не становлять.

## Розповсюдження
Мешкають у Тихому океані: біля узбережжя Австралії, о. Нова Каледонія, Філіппін, Великих Зондських островів, Японії, Китаю, Корейського півострова, Тайваню.

## Види
- Hemitriakis abdita  Compagno & Stevens, 1993
- Hemitriakis complicofasciata  Takahashi & Nakaya, 2004
- Hemitriakis falcata  Compagno & Stevens, 1993
- Hemitriakis indroyonoi  White, Compagno & Dharmadi, 2009
- Hemitriakis japanica  (Müller & Henle, 1839)
- Hemitriakis leucoperiptera  Herre, 1923